# Neocorynura
Neocorynura (лат.) — род одиночных пчёл из семейства Halictidae (триба Augochlorini, подсемейство Halictinae).

## Распространение
Северная, Центральная и Южная Америка: от севера Мексики до Аргентины и Парагвая в южной части ареала. Встречаются на высотах от уровня моря до 2500 м в горных областях (Анды). Наибольшее разнообразие отмечено в Бразилии (44 вида).

## Описание
Мелкие слабоопушенные осовидные пчёлы, тело почти голое, металлически блестящее, зеленоватое, голубоватое или красновато-коричневое, иногда чёрные. Длина тела менее 1 см (от 5 до 11 мм). Брюшко суживается к основанию, первый тергит всегда уже второго тергита, а у большинства самцов брюшко стебельчатое. От сходных групп (Andinaugochlora и Neocorynurella) отличаются комбинацией таких признаков: гребенчатая внутренняя метатибиальная шпора задней ноги и сильно окаймленная базитибиальная пластинка, притуплённая эпистомальная бороздка, часто суженный мезоскутальный передний край, килевидный предглазничный гребень. Биология малоизучена. 5 видов гнездятся в почве и 3 вида в древесных полостях гнилой древесины (Neocorynura colombiana, N. erinnys, N. tica), и возможно, все факультативные социальные или полусоциальные.
Характерна мимикрия разным группам ос. Некоторые виды сходны с веспоидными общественными осами, главным образом с Polybia (Vespidae), другие сходны с роющими осами семейства Crabronidae, или с дорожными осами семейства Pompilidae. Например, два вида (Neocorynura rufa Michener и N. panamensis Engel) миметичны осе Paratetrapedia calcarata (Cresson) и некоторым другим осам (голова и грудь чёрные, а брюшко красное)

## Классификация
Более 100 видов. Род был впервые выделен в 1910 году южноамериканским энтомологом Куртом Карлосом Шроттки (Curt Carlos Schrottky, 1874—1937).
Род включён в состав родовой группы Neocorynura group и близок к таксонам Andinaugochlora Eickwort и Neocorynurella Engel в составе трибы Augochlorini. Один ископаемый вид N. electra описан из миоцена (доминиканский янтарь; Engel, 1995).
- Neocorynura acuta Gonçalves, 2019[1]
- Neocorynura aenigma
- Neocorynura aethra Gonçalves, 2019[1]
- Neocorynura amabilis Gonçalves, 2019[1]
- Neocorynura arethusa Gonçalves, 2019[1]
- Neocorynura atromarginata
- Neocorynura aurantia Gonçalves, 2019[1]
- Neocorynura autrani
- Neocorynura azyx
- Neocorynura banarae
- Neocorynura brachycera
- Neocorynura caligans
- Neocorynura carmenta Gonçalves, 2019[1]
- Neocorynura centroamericana Smith-Pardo, 2005[9]
- Neocorynura cercops
- Neocorynura chapadicola
- Neocorynura chrysops
- Neocorynura cicur
- Neocorynura claviventris
- Neocorynura codion
- Neocorynura colombiana Eickwort, 1979[10]
- Neocorynura cribrita
- Neocorynura cuprifrons
- Neocorynura cyaneon
- Neocorynura dictyata Gonçalves, 2019[1]
- Neocorynura dilutipes
- Neocorynura diploon
- Neocorynura discolor (Smith) typus
  - Cacosoma discolor Smith, 1879
- Neocorynura discolorata Smith-Pardo
- Neocorynura dittachos
- †Neocorynura electra Engel, 1997[11]
- Neocorynura eliasi Gonçalves, 2019[1]
- Neocorynura erinnys
- Neocorynura euadne
- Neocorynura faceta Engel & Smith-Pardo, 2012[12]
- Neocorynura fumipennis
- Neocorynura fuscipes
- Neocorynura gaucha Smith-Pardo, 2010[13]
- Neocorynura guarani Smith-Pardo, 2010[13]
- Neocorynura guatemalensis Smith-Pardo, 2016[14]
- Neocorynura hebe Gonçalves, 2019[1]
- Neocorynura hemidiodiae
- Neocorynura hyalina Gonçalves, 2019[1]
- Neocorynura icosi
- Neocorynura iguaquensis
- Neocorynura insolita Gonçalves, 2019[1]
- Neocorynura iopodion
- Neocorynura jucunda (Smith, 1879)[13]
  - = Cacosoma jucundum Smith, 1879[15]
- Neocorynura laevistriata Gonçalves, 2019[1]
- Neocorynura lamellata Gonçalves, 2019[1]
- Neocorynura lampter
- Neocorynura lasipion
- Neocorynura lepidodes
- Neocorynura lignys
- Neocorynura marginans
- Neocorynura melamptera
- Neocorynura meloi Gonçalves, 2019[1]
- Neocorynura miae Smith-Pardo, 2005[16]
- Neocorynura minae Smith-Pardo, 2016[14]
- Neocorynura monozona
- Neocorynura muiscae
- Neocorynura nambikwara Gonçalves, 2019[1]
- Neocorynura nean
- Neocorynura nicolle Gonçalves, 2019[1]
- Neocorynura nictans
- Neocorynura nigroaenea
- Neocorynura norops
- Neocorynura nossax
- Neocorynura notoplex
- Neocorynura nuda
- Neocorynura oiospermi
- Neocorynura olivacea Gonçalves, 2019[1]
- Neocorynura panamensis
- Neocorynura papallactensis
- Neocorynura perfida Gonçalves, 2019[1]
- Neocorynura peruvicola
- Neocorynura pilosa (Smith, 1879)[15]
- Neocorynura pilosifacies Gonçalves, 2019[1]
- Neocorynura pleuritis
- Neocorynura pleurites (Vachal, 1904)[17]
  - = Halictus pleurites Vachal, 1904
- Neocorynura polybioides
- Neocorynura proserpina Gonçalves, 2019[1]
- Neocorynura pseudobaccha (Cockerell, 1901)[13]
- Neocorynura pubescens[18]
- Neocorynura pycnon
- Neocorynura pyrrhothrix
- Neocorynura rhytis (Vachal, 1904)[17]
- Neocorynura riverai
- Neocorynura roxane
- Neocorynura rubicunda Gonçalves, 2019[1]
- Neocorynura rubida Smith-Pardo
- Neocorynura rufa
- Neocorynura rutilans
- Neocorynura sequax
- Neocorynura sophia Smith-Pardo, 2010[13]
- Neocorynura spizion
- Neocorynura squamans
- Neocorynura stilborhin
- Neocorynura sulfurea
- Neocorynura surrufa Gonçalves, 2019[1]
- Neocorynura tangophyla Smith-Pardo, 2010[13]
- Neocorynura tarpeia
- Neocorynura tica Smith-Pardo, 2006[4]
- Neocorynura trachycera
- Neocorynura triacontas
- Neocorynura truncata Gonçalves, 2019[1]
- Neocorynura unicincta
- Neocorynura veneta Gonçalves, 2019[1]
- Neocorynura villosissima